# Kasteel van Veauce
Het Kasteel van Veauce (Frans: Château de Veauce) is een kasteel in de Franse gemeente Veauce.